# Губернатор Нижегородской области
Губерна́тор Нижегоро́дской о́бласти — высшее должностное лицо Нижегородской области. Возглавляет высший исполнительный орган государственной власти области — правительство Нижегородской области.

## История

### XVIII—XX века
В Нижегородской губернии должность губернатора появилась 26 января (6 февраля) 1714 года. Тогда царь Пётр I назначил на эту должность Андрея Измайлова — ближнего стольника царя Ивана Алексеевича и посла в Дании, прибывшего в свою резиденцию в Нижегородском кремле 25 марта (5 апреля) 1714 года. Был сформирован штат Нижегородской губернской канцелярии.
В это время Россия вела Северную войну со Швецией, поэтому в подчинение губернатора вошёл Нижегородский гарнизон.
В 1714 году, после смерти Измайлова на должность губернатора был назначен Степан Путягин. При его правлении 25 июня (6 июля) 1715 года в Нижнем Новгороде произошёл большой пожар. Сгорели губернаторский дом, губернская канцелярия и сотни частных домов. 19 (30) марта 1717 года он скончался и его обязанности перешли к казанскому губернатору.
В 1719 году Пётр I проводил административную реформу и по его указу «Об устройстве губерний» 29 мая (9 июня) 1719 была образована должность вице-губернатора. Во вновь образованной Нижегородской губернии её занял Юрий Ржевский. При его правлении в 1722 году была запущена нижегородская верфь и достроена Алексеевская церковь.
С 1764 по 1770 годы пост губернатора занимал Яков Аршеневский. При его губернаторстве в Нижний Новгород приезжала императрица Екатерина II. Тогда она осталась недовольной застройкой Нижнего Новгорода:
рус. дореф. Сѣй городъ ситуаціею прекрасенъ, а строеніемъ мерзокъ, только поправится вскорѣ, ибо мнѣ одной надобно строить какъ соляныя и винныя магазины, такъ губернаторскій домъ, канцелярію и архивъ, что всё или на боку лежитъ, или близко того…

Сей город ситуациею прекрасен, а строением мерзок, только поправится вскоре, ибо мне одной надобно строить как соляные и винные магазины, так губернаторский дом, канцелярию и архив, что всё или на боку лежит, или близко того…
13 (24) апреля 1768 года вышел указ составить проект новой застройки города. Аршеневский выезжал в Санкт-Петербург в 1770 году, чтобы участвовать в его разработке. Проект был утверждён Екатериной II в Царском Селе 13 (24) апреля 1770 года. Он предусматривал постройку прямых широких улиц, расходящихся от Дмитриевской башни Кремля. Однако, Аршеневский умер в 1771 году до реализации плана.
8 (20) декабря 1856 у губерний появились свои гербы. В Нижегородской — это был червлёный олень на серебряном щите, в окаймлении дубовых листьев с Андреевской лентой и Большой императорской короной. В этот период с 10 (22) сентября 1856 года должность губернатора занимал Александр Муравьёв. Он стоял у истоков декабристского движения и подготавливал крестьянскую реформу в Нижегородской губернии. 16 (28) сентября 1861 года на посту его сменил Алексей Одинцов, которого наградили званием почётного жителя Нижнего Новгорода и учредили стипендию его имени в Нижегородской мужской гимназии (ныне — второй корпус Нижегородского государственного педагогического университета).

Герб Нижегородской губернии

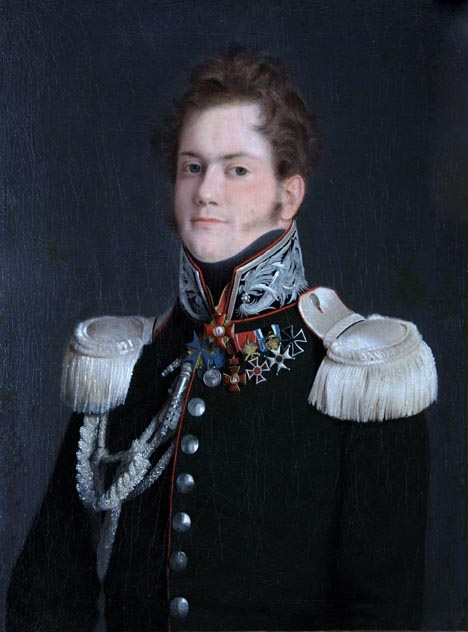
Александр Муравьёв. Портрет работы Ф. А. Тулова

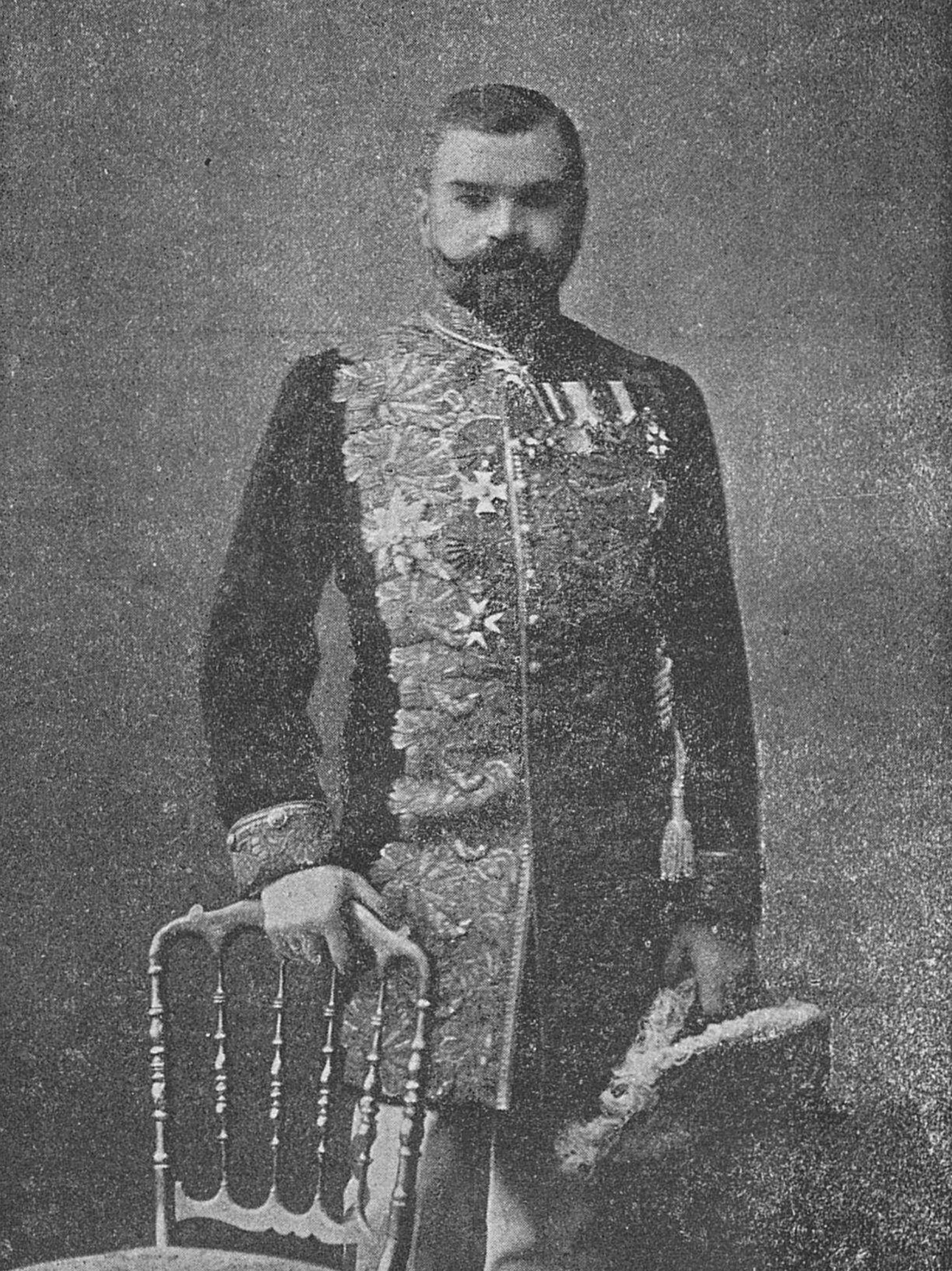
Алексей Фёдорович Гирс

Последним дореволюционным нижегородским губернатором стал Алексей Гирс. Он был назначен на этот пост в 1915 году, после окончания губернаторства в Минской губернии. В то время в России шла Первая мировая война с Германией. Нижний Новгород был глубоким тыловым городом, поэтому сюда съезжались беженцы со всех западных губерний. Гирс обязал нижегородских купцов выделить средства для помощи нуждающимся и организовал фонд. Сам губернатор так же жертвовал личными драгоценностями. Организовал эвакуацию заводов с западных губерний: Фельзер и Этна, а так же строительство завода Сименс и Гальске. Осуществлял контроль над частичной мобилизацией нижегородцев и в формировании Нижегородского гарнизона перед отправкой на фронт. 17 (31) января 1916 года Гирс открыл первый Нижегородский народный университет. Ситуацию в городе и губернии осложняли массовые стачки рабочих и революционные движения. После Февральской революции 2 (15) марта 1917 года был арестован и отправлен в Москву.

### Советский период
С момента образования в 1936 году Нижегородской области и до весны 1990 года ведущую роль в её руководстве  занимал Горьковский областной комитет ВКП(б)-КПСС. С июня 1988 года по ноябрь 1991 года первым секретарём Горьковского обкома КПСС был Геннадий Ходырев.
В марте 1990 года произошло снижение влияния КПСС в связи с отменой статьи 6 Конституции СССР, которая определяла «руководящую и направляющую роль» Коммунистической партии. Российские регионы фактически начали развиваться по модели «парламентской республики». Как результат, первым лицом в регионе стал председатель исполкома регионального совета народных депутатов  (пост председателя Горьковского облисполкома на тот момент занимал Александр Соколов). Большинство руководителей региональных партийных комитетов стремились избраться на пост председателя регионального совета и совмещать обе должности — Конституция и законодательство это не запрещали. Так произошло и в Горьковской области — в апреле 1990 года Геннадий Ходырев стал председателем Горьковского облсовета, оставаясь при этом и первым секретарём обкома. Однако 20 июня 1990 года I Съезд народных депутатов РСФСР принял Постановление «О механизме народовластия в РСФСР», в котором говорилось: «В РСФСР не допускается совмещение должности руководителя государственного органа власти или управления с любой другой должностью, в том числе в политических или общественно-политических организациях». Таким образом первых секретарей, совмещавших посты партийного и советского руководителя региона, поставили перед выбором: во-первых, между подчинением и неподчинением российскому Съезду; во-вторых, в случае согласия подчиниться, между двумя должностями. Геннадий Ходырев, как и некоторые другие первые секретари обкомов, решил не подчиняться и остался на обоих постах.
19 августа 1991 года во время августовского путча Геннадий Ходырев находился на отдыхе недалеко от Фороса. Вернувшись уже после поражения ГКЧП ему предстояло сделать выбор: остаться ли ему во главе обкома КПСС или укрепиться на посту председателя областного совета народных депутатов. Ходырев предпочёл остаться главой обкома (однако, 6 ноября партия была запрещена). Ему на смену председателем областного Совета народных депутатов был избран Евгений Крестьянинов[значимость факта?].

### Современная Россия

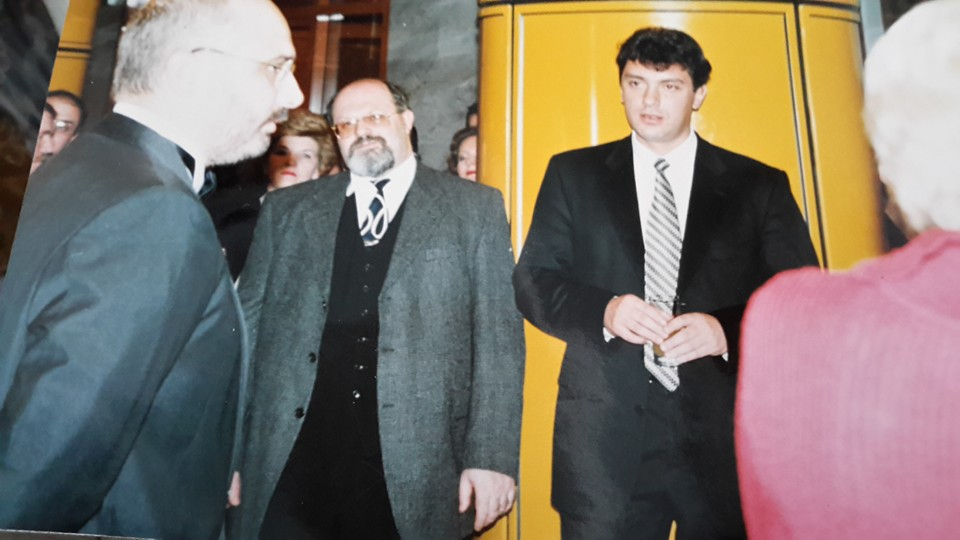
Первый губернатор Нижегородской области Борис Немцов

С конца 1991 года основной механизм легитимации региональных органов государственной власти был связан с популярностью президента Российской Федерации Бориса Ельцина, получившего легитимность в ходе всенародного голосования. В начале кардинальных преобразований у президента России были фактически неограниченные полномочия по формированию исполнительной власти в субъектах Российской Федерации. Предполагалось, что выборность региональных руководителей будет вводиться во всех регионах. В августе 1991 года президент России Борис Ельцин обещал скорейшее проведение выборов, однако на переходный период был создан новый институт — назначаемого президентом главы региональной администрации (под администрацией понимается орган региональной исполнительной власти). 30 ноября 1991 года главой администрации Горьковской области указом президента был назначен 32-летний Борис Немцов.
22 октября 1990 года указом Президиума Верховного Совета РСФСР Горьковская область была переименована в Нижегородскую. 21 апреля 1992 года Съезд народных депутатов РСФСР утвердил переименование области, внеся поправку в ст. 71 Конституции РСФСР 1978 года, которая вступила в силу 16 мая 1992 года с момента опубликования.
По предложению Немцова Областной совет утвердил новое название должности — губернатор.

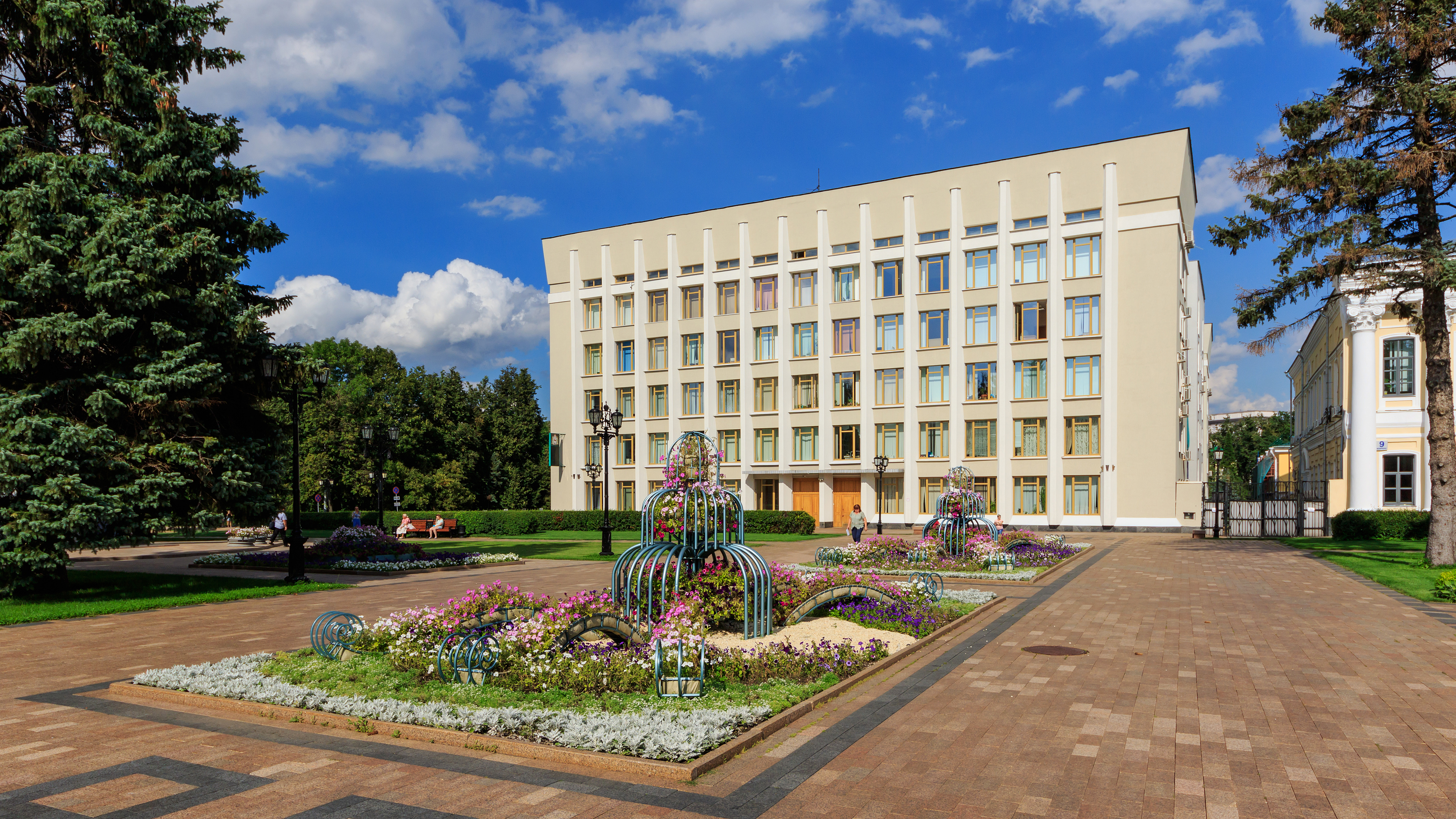
Резиденция губернатора — здание областного правительства в Нижегородском Кремле.

17 декабря 1995 года в Нижегородской области состоялись первые выборы губернатора. Наибольшее количество голосов (58,37 %) набрал действующий губернатор Борис Немцов. Газета «КоммерсантЪ» писала, что в 1995 году Борис Немцов «снискал громкую славу реформатора», опыт которого по структурной перестройке экономики отдельного региона правительство рекомендовало внедрить повсеместно.
Срок полномочий Немцова составлял 4 года. Однако уже через год с небольшим, 17 марта 1997 года, политик был назначен первым заместителем председателя правительства России во втором правительстве Черномырдина. Исполняющим обязанности губернатора Нижегородской области стал вице-губернатор Юрий Лебедев.
Досрочные выборы состоялись 29 июня 1997 года. Никто из кандидатов не набрал свыше 50 % голосов, и во второй тур вышли мэр Нижнего Новгорода Иван Скляров (40,95 %) и депутат Госдумы от КПРФ Геннадий Ходырев (37,84 %). Во втором туре 13 июля победил Иван Скляров, набравший 52 % голосов.
8 августа 2001 года на смену Ивану Склярову пришёл Геннадий Ходырев, занимавший ранее аналогичную должность — первого секретаря Горьковского обкома КПСС во времена Советского Союза. За время нахождения на посту губернатора социально-экономическая ситуация области не улучшилась и депутаты Законодательного собрания потребовали от Ходырева сложить свои полномочия и решили не назначать его кандидатуру на второй срок.
Ходырев остался на посту до истечения своих полномочий 8 августа 2005 года, где его сменил Валерий Шанцев. Четвёртый губернатор области служил на своём посту 12 лет. Был назначен на должность во второй раз в 2010 году. Затем, 14 сентября 2014 года был избран на вновь введённых досрочных выборах губернатора, в результате занимал пост губернатора в общей сложности 3 срока из двух возможных.
При губернаторстве Шанцева выделялись большие средства на развитие Нижнего Новгорода. Так в 2018 году город стал хозяином чемпионата мира по футболу, был построен третий Борский мост и новая развязка, станция метро «Стрелка» и другие масштабные проекты.
Губернаторство Шанцева было связано с чередой скандалов в градостроительной сфере. При нём бывший глава города Олег Сорокин косвенно руководил фирмой «Столица Нижний», где номинальным директором была его жена Элада Нагорная. Губернатор, обладая большими возможностями, закрывал глаза на застройку наиболее выгодных участков земли в городе, снос исторических кварталов и застройку исторического центра Нижнего Новгорода в любых охранных зонах фирмой жены бывшего мэра. Так же был скандал с невыплатой заработной платы строителям станции метро «Стрелка», её некачественной отделке и постоянному ремонту.

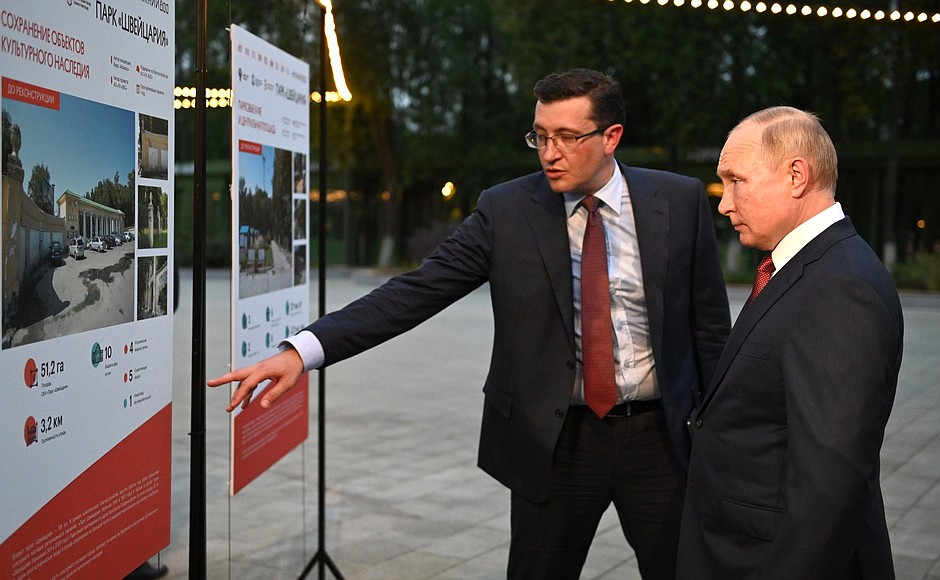
Владимир Путин и Глеб Никитин в парке «Швейцария» в Нижнем Новгороде

26 сентября 2017 года Шанцева на посту губернатора Нижегородской области сменил Глеб Никитин в качестве исполняющего обязанности, а с 26 сентября 2018 года был избран на эту должность. 10 сентября 2018 года он вошел в состав комиссии правительства РФ по модернизации экономики и инновационному развитию. Никитин стал ключевым организатором масштабного празднования 800-летнего юбилея Нижнего Новгорода в 2021 году.
С 19 октября 2022 года Глеб Никитин возглавил оперативный штаб из-за введения военного положения в новых регионах России и режима базовой готовности в Нижегородской области, а так же контроль за мобилизацией нижегородцев.

## Список губернаторов
| № | Фото | Губернатор       | Срок полномочий                             | Партия                                |
| - | ---- | ---------------- | ------------------------------------------- | ------------------------------------- |
| 1 |      | Борис Немцов     | 30 ноября 1991 года — 17 марта 1997 года    | Беспартийный                          |
| 2 |      | Иван Скляров     | 22 июля 1997 — 29 июля 2001                 | Беспартийный                          |
| 3 |      | Геннадий Ходырев | 8 августа 2001 года — 8 августа 2005 года   | КПРФ (до 2002) Единая Россия (с 2002) |
| 4 |      | Валерий Шанцев   | 8 августа 2005 года — 26 сентября 2017 года | Единая Россия                         |
| 5 |      | Глеб Никитин     | с 26 сентября 2017 года                     | Единая Россия                         |